# Hoffmannia pallida
Hoffmannia pallida är en måreväxtart som beskrevs av Henry Hurd Rusby. Hoffmannia pallida ingår i släktet Hoffmannia och familjen måreväxter. Inga underarter finns listade i Catalogue of Life.